# Natural (Band)
Natural ist eine ehemalige US-amerikanische Pop-Band mit den Mitgliedern Ben Bledsoe, „J“ Josh Horn, Michael Johnson, Patrick Jr. King und Marc Terenzi.

## Geschichte
Die Band wurde 1999 in Orlando, Florida gegründet, nachdem sich Marc Terenzi und Patrick Jr. King auf einer Party kennengelernt hatten. Terenzi holte seinen Freund Ben Bledsoe mit in die Band, Patrick Jr. King seinen Freund Michael Johnson. Nach diversen provisorischen Mitgliedern wurde schließlich Josh Horn das feste fünfte Mitglied der Band.
Nachdem die Fünf vergeblich versucht hatten, einen Plattenvertrag zu bekommen, wurden sie bei einem Auftritt von Lou Pearlman entdeckt. Er nahm sie unter Vertrag und brachte sie nach Deutschland. 2000 traten sie beim Kölner Ringfest auf, aber „dünne Stimmen und dürftiges Hopsen“ erweckten kein Interesse bei Plattenfirmen. Lou Pearlman flog mit ihnen zurück in die USA, sie erhielten Gesangs- und Tanzunterricht und mussten lernen, Instrumente zu spielen. Der gewünschte Erfolg stellte sich allerdings zunächst nicht ein. Die Single Put Your Arms Around Me (vom gleichen Schreiber wie Genie in A Bottle – Christina Aguilera) schaffte es trotz Zusammenarbeit mit der Ladenkette Claire’s nicht in die Billboard Hot 100. Claire’s „verschenkte“ die CD ab einem Einkaufswert von 12 $. Pearlman beschloss daher, mit den Musikern wieder nach Deutschland zu gehen. Nach seinen Angaben investierte er wie bei den Backstreet Boys und *NSYNC 1,5 Mio. US-Dollar in die Band, BMG Ariola, das die Fünf nach ihrer Arbeit an sich selbst nun angetan unter die Fittiche nahm, nochmals 1 Mio. US-Dollar, darunter 200.000 in einen ersten Videoclip mit der Crew von Matrix. BMG startete eine aufwendige Marketing-Kampagne mit Berichten in Jam FM, Bravo, McDonalds Magazin sowie TV-Auftritten bei Interaktiv, Top of the Pops und der Bravo Super Show 2002. Mit Put Your Arms Around Me gab es daraufhin einen Direkteinstieg auf Platz 25 der Charts.
Das erste Album Keep It Natural beinhaltete 13 Songs, davon drei Coversongs und nur einen, Paradise, der von der Band selbst komponiert wurde. Es gab Tourneen und ein zweites Album It’s Only Natural, das rockiger und zum Großteil von den Bandmitgliedern komponiert war, folgte. Ihren größten Erfolg erreichte die Band an der Seite von Sarah Connor. Die gemeinsam aufgenommene Single Just One Last Dance erreichte im März 2004 Platz eins der deutschen Singlecharts. Die letzte Single Let Me Just Fly erreichte nur die Top-30 und blieb somit weit hinter den Erwartungen Pearlmans zurück. Mit der Single Why It Hurts, die Roger Glenmore auf dem Label Luckysong (Sony Music) zur Abschiedstour veröffentlichte, konnten Natural ihren letzten Charterfolg verbuchen.

### Trennung
Marc Terenzi lernte im Sommer 2002 Sarah Connor kennen und traf sie trotz eines Verbots von Lou Pearlman. Pearlman hatte verschiedene Regeln für die Mitglieder von Natural aufgestellt:
- Keine Piercings oder Tätowierungen.
- Sie durften keinen Bart tragen.
- Sie durften offiziell keine feste Freundin haben.
- Zudem mussten sie bei Liveauftritten Playback singen und spielen, obwohl sie durchaus in der Lage waren, ihre Instrumente zu spielen.

Im Juni 2003 wurde bekannt, dass Sarah Connor schwanger ist und sie und Marc Terenzi verlobt seien. Pearlman forderte daher, dass Terenzi die Band verlässt. Die anderen Mitglieder wollten ohne ihn jedoch nicht weitermachen, daher trennten sie sich. Die offizielle Begründung lautete, dass alle Mitglieder von nun an neue Ziele verfolgen möchten. Connor selbst wies die Gerüchte, dass sie an der Trennung Schuld haben solle, zurück. Die Band verabschiedete sich von ihren Fans mit einer Tour durch Deutschland, an dieser nahm jedoch Michael „J“ Horn nicht teil, da er sich bereits für ein neues Arrangement verpflichtet hatte. Die Band wurde jedoch von einem Freund, Mike Costuguay, der zuvor schon Songs mit der Band geschrieben hatte, unterstützt.

### Die „neuen“ Natural
Im November 2004 wurde bekannt, dass Pearlman mit Natural noch nicht abgeschlossen hatte. Er formte aus Patrick King und weiteren vier Mitgliedern eine „neue“ Band, die ihre Stilrichtung zu Rock beziehungsweise „Fake Punk“-Musik änderte. Das erste Album der neuen Formation war für Januar 2006 geplant. Diese Formation konnte jedoch nicht an den kleinen Erfolg, den die Originale in den Staaten hatten, anknüpfen. 2006 nannten sie sich schließlich zu „Well Worn Zero“ um.

### Getrennte Wege
- Ben Bledsoe startete 2005 eine Solokarriere und veröffentlichte sein Soloalbum Insomniacʼs Guide to a Lonely Heart, für das er einen Großteil der Musik und Songtexte schrieb, ebenso wie seine Weihnachtssingle Memories Melt the Snow. Zudem gründete er sein eigenes Plattenlabel und zugleich Verlag „44th floor Records“. Im Herbst 2006 zog der Sänger von Orlando, Florida, nach Los Angeles, Kalifornien. Zwischenzeitlich kehrt Bledsoe jedoch jedes Jahr für einige Auftritte nach Deutschland zurück.
- Marc Terenzi heiratete Sarah Connor im März 2004 kurz nach der Geburt ihres ersten Sohnes. Die Familie war in einer eigenen Realityshow namens Sarah & Marc in Love zu sehen. Terenzi veröffentlichte seine CD Awesome, die zum Großteil von ihm geschrieben wurde. Die Single Love to Be Loved By You erreichte die Top-10 der deutschen Charts. Sein zweites Kind mit Sarah Connor, eine Tochter, kam im Sommer 2006 auf die Welt. Er lebte mit seiner Familie in Wildeshausen bei Delmenhorst (Deutschland). Im Oktober 2007 veranstaltete er im Europa-Park in Rust erstmals die „Terenzi Horror Nights“. Diese fanden an jedem Wochenende im Oktober statt und wurden auch in den folgenden Jahren fortgeführt. Im Sommer 2008 lief "Sarah & Marc crazy in Love" auf ProSieben. Diesmal konnte man beobachten, wie sowohl Marc als auch Sarah an einem neuen Album arbeiteten. Die Single Billie Jean, die Terenzi von Michael Jackson coverte, ist die erste Singleauskopplung aus dem neuen Album Black Roses. Ende Oktober wurde bekanntgegeben, dass sich das Paar Connor-Terenzi getrennt hat. Die Scheidung wurde im März 2010 vollzogen. Mittlerweile ist Terenzi vierfacher Vater.
- Michael „J“ Horn heiratete seine Freundin Olivia. Heute leben die beiden in Winter Park, Florida. Momentan gibt Horn Musikunterricht, besucht das College, arbeitet für das Orlando Ballet, und spielt in verschiedenen Stücken und Musicals.
- Patrick King war weiterhin Mitglied einer neuen Besetzung von Natural, zuvor veröffentlichte er jedoch mit der Sängerin Stephanie D. die Single Everytime It’s Christmas. Im April 2006 wurden die „neuen“ Natural von ihrem Label Transcontinental Records gefeuert. Zuletzt wurde behauptet, dass sie ihren Stil zu Independent-Rock gewechselt haben. Jedoch blieb der Erfolg aus. Zwei der Mitglieder gründeten eine neue Band namens The Redfelts.
- Michael Wayne Johnson lebt seit Mai 2006 zusammen mit dem Ex-Bandmitglied Ben Bledsoe in Los Angeles, Kalifornien, und spielt dort für verschiedene Bands Schlagzeug. 2008 kehrte er nach Deutschland zurück um Marc Terenzi in dessen Band-Projekt Terenzi als Schlagzeuger zu unterstützen. Zu sehen war er unter anderem auch in Sarah & Marc Crazy in Love sowie in den Clips Billie Jean sowie Are You Afraid of the Dark?.

## Diskografie

### Studioalben
| Jahr | Titel             | Höchstplatzierung, Gesamtwochen, AuszeichnungChartplatzierungen (Jahr, Titel, Platzierungen, Wochen, Auszeichnungen, Anmerkungen) | Höchstplatzierung, Gesamtwochen, AuszeichnungChartplatzierungen (Jahr, Titel, Platzierungen, Wochen, Auszeichnungen, Anmerkungen) | Höchstplatzierung, Gesamtwochen, AuszeichnungChartplatzierungen (Jahr, Titel, Platzierungen, Wochen, Auszeichnungen, Anmerkungen) | Anmerkungen                              |
| Jahr | Titel             | DE | AT | CH | Anmerkungen                              |
| ---- | ----------------- | --- | --- | --- | ---------------------------------------- |
| 2002 | Keep It Natural   | DE2 (13 Wo.)DE | AT9 (9 Wo.)AT | CH72 (3 Wo.)CH | Erstveröffentlichung: 23. September 2002 |
| 2004 | It’s Only Natural | DE31 (2 Wo.)DE | — | — | Erstveröffentlichung: 15. März 2004      |

### EPs
- 2005: The Six Track EP

### Singles
| Jahr | Titel Album                             | Höchstplatzierung, Gesamtwochen, AuszeichnungChartplatzierungen (Jahr, Titel, Album, Platzierungen, Wochen, Auszeichnungen, Anmerkungen) | Höchstplatzierung, Gesamtwochen, AuszeichnungChartplatzierungen (Jahr, Titel, Album, Platzierungen, Wochen, Auszeichnungen, Anmerkungen) | Höchstplatzierung, Gesamtwochen, AuszeichnungChartplatzierungen (Jahr, Titel, Album, Platzierungen, Wochen, Auszeichnungen, Anmerkungen) | Höchstplatzierung, Gesamtwochen, AuszeichnungChartplatzierungen (Jahr, Titel, Album, Platzierungen, Wochen, Auszeichnungen, Anmerkungen) | Höchstplatzierung, Gesamtwochen, AuszeichnungChartplatzierungen (Jahr, Titel, Album, Platzierungen, Wochen, Auszeichnungen, Anmerkungen) | Anmerkungen                                                                        |
| Jahr | Titel Album                             | DE | AT | CH | UK | US | Anmerkungen                                                                        |
| ---- | --------------------------------------- | --- | --- | --- | --- | --- | ---------------------------------------------------------------------------------- |
| 2002 | Put Your Arms Around Me Keep It Natural | DE12 (13 Wo.)DE | AT15 (12 Wo.)AT | CH39 (13 Wo.)CH | UK32 (2 Wo.)UK | US— GoldUS | Erstveröffentlichung: 11. März 2002                                                |
| 2002 | Let Me Count the Ways Keep It Natural   | DE11 (11 Wo.)DE | AT49 (12 Wo.)AT | CH57 (8 Wo.)CH | — | — | Erstveröffentlichung: 3. Juni 2002                                                 |
| 2002 | Will It Ever Keep It Natural            | DE27 (7 Wo.)DE | AT38 (10 Wo.)AT | — | — | — | Erstveröffentlichung: 16. September 2002                                           |
| 2003 | Runaway Keep It Natural                 | DE40 (3 Wo.)DE | AT59 (2 Wo.)AT | — | — | — | Erstveröffentlichung: 15. Januar 2003                                              |
| 2003 | What If It’s Only Natural               | DE34 (5 Wo.)DE | — | — | — | US— GoldUS | Erstveröffentlichung: 10. November 2003                                            |
| 2004 | Let Me Just Fly It’s Only Natural       | DE23 (3 Wo.)DE | AT52 (3 Wo.)AT | — | — | — | Erstveröffentlichung: 16. Februar 2004                                             |
| 2004 | Just One Last Dance –                   | DE1 Gold · (16 Wo.)DE | AT5 (17 Wo.)AT | CH8 (17 Wo.)CH | — | — | Erstveröffentlichung: 1. März 2004 Verkäufe: + 150.000; Sarah Connor feat. Natural |
| 2004 | Why It Hurts It’s Only Natural          | DE49 (3 Wo.)DE | — | — | — | — | Erstveröffentlichung: 13. September 2004                                           |

Weitere Singles
- 2003: Paradise